# آیت اوقابلی
ایت اوقابلی (به فرانسوی: Ait Ouqabli) یک منطقهٔ مسکونی در مراکش است که در تادله ازیلال واقع شده‌است.

## خصوصیات
ایت اوقابلی ۳٬۲۲۱ نفر جمعیت دارد.